# Парламентские выборы в Лихтенштейне (2013)
Выборы в Ландтаг Лихтенштейна 2013 года прошли 1 и 3 февраля. В выборах принимали участие 4 партии. Кроме трёх партий, участвовавших на предыдущих выборах — Патриотический союз, Прогрессивная гражданская партия и Свободный список — группа независимых кандидатов во главе с бывшим членом Патриотического союза и депутата Ландтага Гарри Кадерера образовали альянс Независимые — за Лихтенштейн. В результате выборов впервые в Ландтаге Лихтенштейна оказались представлены 4 партии. Наибольшее число мест получила Прогрессивная гражданская партия, опередив Патриотический союз, однако обе основные партии снизили своё представительство в парламенте.

## Избирательная система
Выборы проходят по пропорциональной представительской системе, по которой избираются 25 членов Ландтага: 15 — от округа Верхний Лихтенштейн и 10 — от округа Нижний Лихтенштейн. Избиратели в Верхнем Лихтенштейне имеют 15 голосов, а в Нижнем Лихтенштейне — 10, т. е. каждый голосующий избирает кандидата на каждое место парламента от избирательного округа. Для того, чтобы войти в Ландтаг, партия должна преодолеть 8% барьер. 
Нижний Лихтенштейн включает 4 общины: Эшен, Гамприн, Маурен, Руггелль и Шелленберг. Верхний Лихтенштейн включает 5 общин: Бальцерс, Планкен, Шан, Тризен, Тризенберг и Вадуц.

## Опросы
28 января 2013 года газета Liechtensteiner Vaterland опубликовала результат опроса общественного мнения. Респондентам задавался вопрос: „Какая партия проводит наилучшую избирательную кампанию?“ Голоса распределились следующим образом:
- Патриотический союз (VU) — 44,8%
- Прогрессивная гражданская партия (FBP) — 40,5%
- Свободный список (FL) — 7,9%
- Независимые — за Лихтенштейн (DU) — 6,9%

## Результаты
| Партия | Партия                                    | Голосов | %    | +/–   | Мест | +/–  |
| --- | ----------------------------------------- | ------- | ---- | ----- | ---- | ---- |
| | Прогрессивная гражданская партия          | 77 653  | 40,0 | –3,5  | 10   | –1 ▼ |
| | Патриотический союз                       | 65 119  | 33,5 | –14,1 | 8    | –5 ▼ |
| | Независимые — за Лихтенштейн              | 29 740  | 15,3 | +15,3 | 4    | +4 ▲ |
| | Свободный список                          | 21 603  | 11,1 | +2,2  | 3    | +2 ▲ |
| Недействительных/пустых бюллетеней                                                                                       | Недействительных/пустых бюллетеней        | 679     | —    | —     | —    | —    |
| Всего | Всего                                     | 15 363* | 100  | 25    | —    | —    |
| Зарегистрированных избирателей/Участие, %                                                                                | Зарегистрированных избирателей/Участие, % | 19 251  | 79,8 | —     | —    | —    |
| Источник: Office for Information and Communication of the Government Архивная копия от 3 февраля 2021 на Wayback Machine |                                           |         |      |       |      |      |

* Каждый избиратель имеет столько голосов, сколько мест в парламенте, поэтому общее количество 
голосов, отданных за различные партии, больше, чем количество избирателей.